# Stadio di Pokhara
Lo stadio di Pokhara è un impianto sportivo del Nepal situato nella periferia di Pokhara, a un'altitudine di poco più di 830 m s.l.m.. È la principale attrezzatura sportiva del Nepal.
Lo stadio si caratterizza per la presenza di una tribuna tradizionale, in grado di ospitare all'incirca 500-600 persone, ed un'altra, ulteriore, tribuna (di fronte alla prima) del tutto unica nel suo genere, in perfetto stile nepalese, molto particolare, per una capienza di circa 500 spettatori. Inoltre, la struttura sportiva non è dotata di curve, come avviene di solito, mentre si registra (a pochi metri di distanza da una delle porte) la presenza di una singolare struttura, a forma di mongolfiera, dove il classico pallone aerostatico è, in realtà, un pallone di calcio.
Dal campo, e in maniera più ottimale dalle tribune, è possibile vedere facilmente la catena dell'Annapurna e numerose altre vette nepalesi.

## Collegamenti
- Pokhara
- Nazionale di calcio del Nepal